# 科特妮·奥克罗
科特妮·奥克罗（英語：Courtney Okolo，1994年3月15日—）是一名参加400米赛跑的美国田径运动员。她在卡罗尔顿（得克萨斯州）的纽曼·史密斯高中获得多枚全州锦标赛冠军。
在大学，她代表得克萨斯州长角牛队参加比赛。